# Robert Kreiss
Robert Irwin Kreiss, detto Bob (Los Angeles, 30 aprile 1953), è un ex tennista statunitense.

## Carriera
A livello giovanile ha ottenuto un importante successo nel Torneo di Wimbledon 1971, tra i professionisti ha avuto una breve carriera nella prima metà degli anni '70 senza successi rilevanti. Negli Slam il migliore risultato è stato il secondo turno mentre nel circuito principale vanta i quarti di finale raggiunti agli U.S. Indoor National Championships 1974, Irish Open 1974 e al Cincinnati Open 1975.